# 船津町 (岐阜県)
船津町（ふなつちょう）は、岐阜県吉城郡にあった町である。
神通川支流高原川の上流に位置し、神岡鉱山（亜鉛・鉛・銀鉱山）の中心地として栄えた。
1950年に合併して成立した神岡町の中心地に相当する。現在は飛騨市の一部である。

## 歴史
- 江戸時代末期、この地域は飛騨国吉城郡高原郷であり、天領であった。江戸幕府により銀の採掘が行われ、この時期から鉱山の町として賑わったという。明治に入り1889年に鉱山経営が全面的に三井財閥に移るとより大きな町になった。
- 1871年（明治4年） - 廃藩置県により、飛騨国一円は筑摩県となる。
- 1875年（明治8年）7月1日 - 高原郷が下高原郷と上高原郷（後の上宝村域、現高山市上宝町・奥飛騨温泉郷に相当）とに分立。そのうち下高原郷49か村が合併し神岡村が成立。
- 1876年（明治9年）8月20日 - 筑摩県から岐阜県に移行。
- 1889年（明治22年）7月1日 - 神岡村を3分割し、町村制施行により袖川村・阿曽布村とともに船津町が成立。船津町は旧下高原郷のうち船津・朝浦・東町・鹿間・割石・吉ヶ原・二ツ屋・西漆山・東漆山・笈破・牧・土・西茂住・東茂住・杉山・横山・中山・谷・跡津川・佐古・大多和の旧21か村の地域からなる。旧村名を継承して計21大字を編成。
- 1929年（昭和4年）5月20日 - 玉川町から出火。町役場、裁判所出張所、営林署、郵便局などの公共施設を含む1200余戸が全焼[1]。
- 1950年（昭和25年）6月10日 - 袖川村・阿曽布村と合併し神岡町が成立、船津町が廃止。

## 交通機関
- 神岡軌道
  - 茂住 - 杉山 - 土 - 鹿間 - 東町

神岡町成立後の1966年（昭和41年）に国鉄神岡線が開通した。旧船津町域の駅は次のとおりである（駅名は開業当時のもの）。
- 飛騨中山駅 - 茂住駅 - 西漆山駅 - 神岡口駅 - 飛騨船津駅

## 学校

### 小学校
- 船津町立船津小学校（後の飛騨市立神岡東小学校
- 船津町立茂住小学校（後の神岡町立茂住小学校）
- 船津町立茂住小学校谷分校（後の神岡町立茂住小学校谷分校）
- 船津町立漆山小学校（後の神岡町立漆山小学校）
- 船津町立漆山小学校跡津川分校（後の神岡町立漆山小学校跡津川分校）
- 船津町立漆山小学校佐古分校（後の神岡町立漆山小学校佐古分校）
- 私立神岡第二小学校（1953年に神岡町に移管され、神岡町立大津山小学校）

### 中学校
- 船津町立船津中学校（現飛騨市立神岡中学校）
- 船津町立茂住中学校（後の神岡町立茂住中学校）
- 船津町立漆山中学校（後の神岡町立漆山中学校）

### 高等学校
- 神岡高等鉱山学校（後の神岡町立神岡工業高等学校） - 1997年に岐阜県立飛騨神岡高等学校統廃合
- 岐阜県立船津高等学校 - 1997年に飛騨神岡高等学校に統廃合

## 名所・旧跡・観光スポット
- 神岡鉱山
- 神岡城址
- 大津神社

## 出身者
- 尾留川正平 - 地理学者[2]、筑波大学名誉教授[3]